# ナクソス公国

ナクソス公国
Δουκάτον Νάξου (ギリシャ語)

ナクソス公国の位置（1450年）

ナクソス公国（ナクソスこうこく、イタリア語: Ducato di Nasso, ギリシア語: Δουκάτον Νάξου, 英語: Duchy of Naxos）は、第4回十字軍の後に、エーゲ海上にあるナクソス島やパロス島を中心として、ヴェネツィア人が建設した十字軍国家である。群島公国（ぐんとうこうこく、イタリア語: Ducato dell'arcipelago, ギリシア語: Δουκάτον Αρχιπελάγους, 英語: Duchy of the Archipelago）やエーゲ公国（イタリア語: Ducato dell' Egeopelagi, ギリシア語: Δουκάτον Αιγαίου, 英語: Duchy of the Aegean）とも呼ばれた。

## 公国の領土

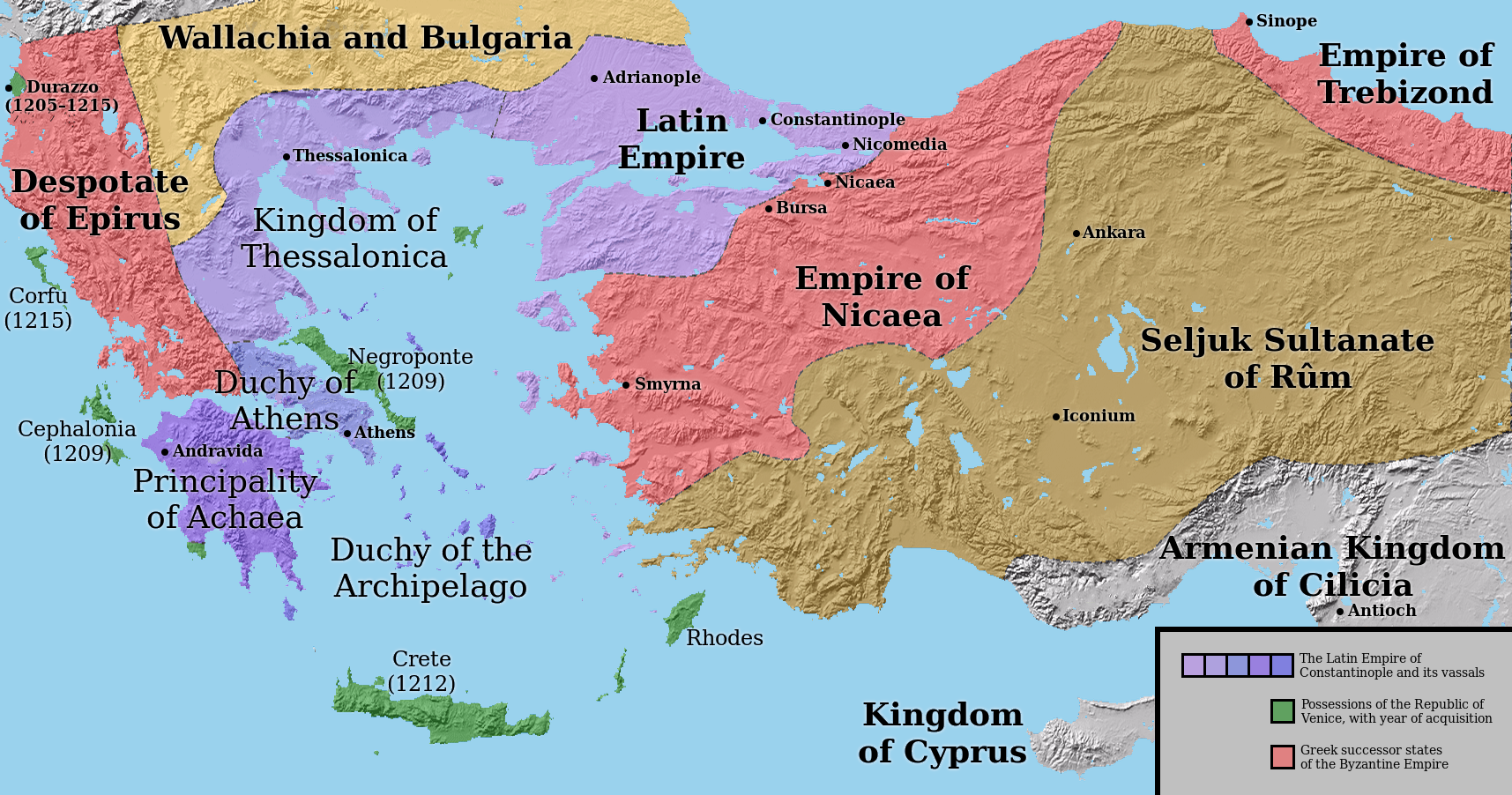
13世紀前半のラテン帝国と十字軍国家

第4回十字軍のはるか前から、イタリアの都市国家、特にジェノヴァ共和国やピサ共和国、ヴェネツィア共和国といった国々は、エーゲ海に浮かぶ島々の獲得に興味を抱いていた。
サヌード公爵は1207年の建国から、1227年までの20年間公位に在り続け、パロス島とアンティパロス島、ミロス島、シフノス島、キトノス島、イオス島、アモルゴス島、キモロス島、スキノス島、シロス島、フォレガンドロス島はサヌードの所領とされた。また、その他の公国内の島であるアンドロス島やティノス島、ミコノス島、スキロス島、スコペロス島、ケア島、サントリーニ島、アナフィ島、キティラ島、アンティキティラ島はそれぞれ彼の家臣の所領となった。

## 統治

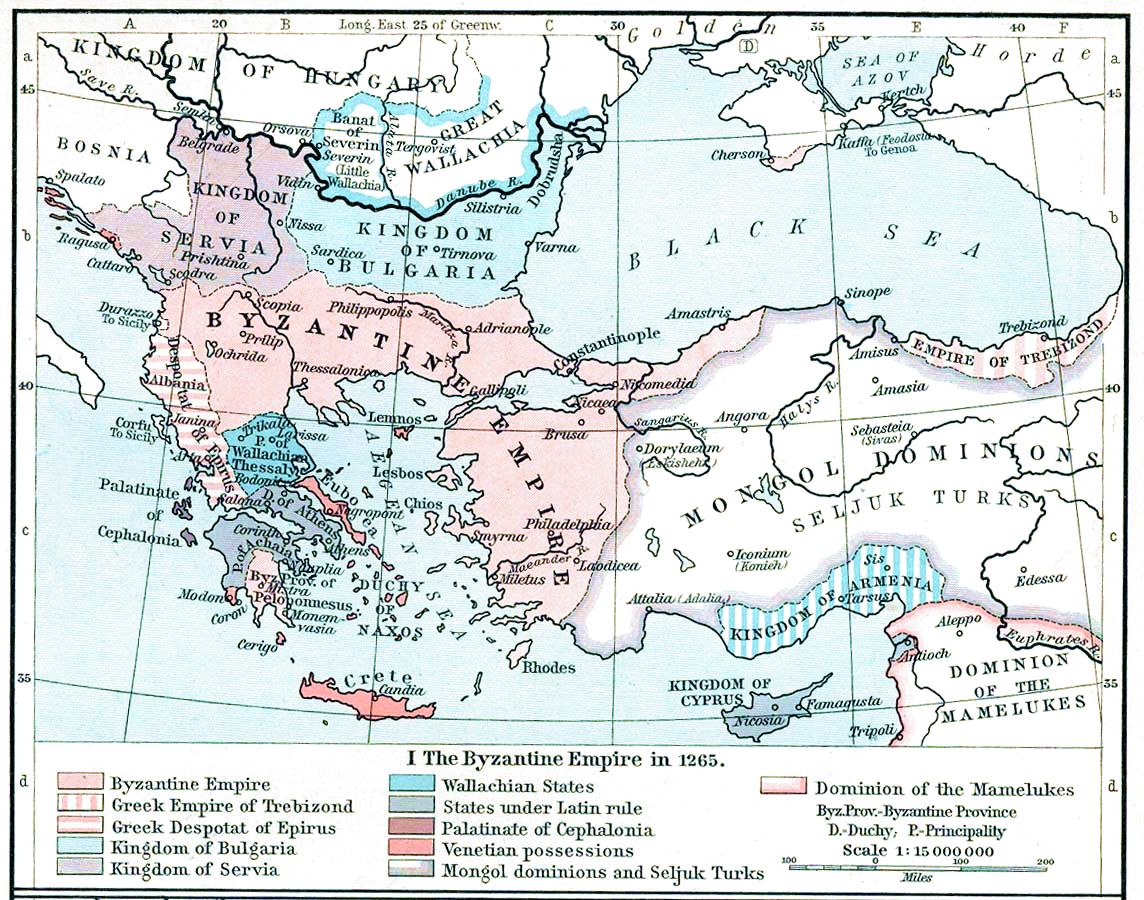
1265年におけるナクソス公国

西欧の封建制度はコムネノス朝東ローマ帝国のプロノイア制に似ていたために、被支配者のギリシア人の間に混乱が生じることは実際はほとんどなかった。それどころか、多くのギリシア人は比較的平和に暮らせたようである。なぜなら、サヌードを始めとする歴代のナクソス公は、ギリシア人住民に対して、彼らの心を公国と結びつけるために、慎重な懐柔路線を採ったからである。

## 滅亡

1450年における東地中海地域の状勢

1566年にはオスマン帝国のスルタン・セリム2世によって、ジャコモ4世が退位させられ、代わってポルトガル系ユダヤ人（マラーノ）であるヤセフ・ナッスィが公位に就けられた。
ナッスィは従妹であり、メンデス家の後継ぎであったレイナ・ナッスィと結婚した。1579年にヤセフが死ぬと、スルタンは遺産のほとんどを没収した。しかし、ケトゥバと呼ばれる婚前契約での90,000ディナールは没収されなかったために、レイナはイスタンブール郊外のベルヴェデレに豪華な邸宅を建設し、以後居住した。
1579年以後も、完全にカトリック教徒による支配が終わったわけではなく、ボローニャのゴッザディーニ家はシフノス島などを1617年まで支配し、またヴェネツィア共和国も1714年までティノス島を維持し続けた。さらに、ダルマティア地方の貴族であり、後にモルダヴィア公となったガシュパル・グラツィアーニは、1579年にナクソス公の地位を授与されていた。

## エーゲ海におけるヴェネツィア共和国の植民地
ヴェネツィア共和国は、ナクソス公国やラテン帝国の領土でない他の島も植民地として影響下に置いた。ヴェネツィアは1204年に、第4回十字軍の指導者であったモンフェラート侯ボニファーチョ1世からクレタ島を購入し、その後クレタ島を支配していたマルタ公エンリコを滅ぼした。また、初代カンディア公としてヤコポ・ティエポロが当てられた。
そのほか、エヴィア島（ネグロポンテと呼ばれた）の大部分を、貿易用植民地として統治し、またギリシャ本土にも多くの港を保有していた。

## ナクソス公国の君主一覧

ナクソス公国の紋章

### サヌード家
- マルコ1世サヌード (1207 – 27)
- アンジェロ (1227 – 62)
- マルコ2世 (1262 – 1303)
- グッリェルモ1世 (1303 – 23)
- ニッコロ1世 (1323 – 41)
- ジョヴァンニ1世 (1341 – 62)
- フィオレンツァ (1362 – 71)
- ニッコロ2世 (1364 – 71)
- ニッコロ3世ダッレ・カルチェリ (1371 – 83)

### クリスポ家
- フランチェスコ1世クリスポ (1383 – 97)
- ジャコモ1世 (1397 – 1418)
- ジョヴァンニ2世 (1418 – 33)
- ジャコモ2世 (1433 – 47)
- ジャン・ジャコモ (1447 – 53)
- グッリェルモ2世 (1453 – 63)
- フランチェスコ2世 (1463 - 63)
- ジャコモ3世 (1463 – 80)
- ジョヴァンニ3世 (1480 – 94)

（空位）
- フランチェスコ3世 (1500 – 11)

（空位）
- ジョヴァンニ4世 (1517 – 64)
- ジャコモ4世 (1564 – 66)

### オスマン帝国影響下
- ヤセフ・ナッスィ

## 家系図
- クリスポ家
- クリスポ家

## 参考
- Greece,Latin Lordships